# Antoni Komorowski
Antoni Franciszek Komorowski (ur. 2 kwietnia 1945 roku w Gdyni) – oficer polskiej Marynarki Wojennej w stopniu kontradmirała, profesor nauk humanistycznych, jachtowy kapitan żeglugi wielkiej oraz kapitan motorowodny. W latach 1994–2003 komendant-rektor Akademii Marynarki Wojennej w Gdyni, następnie kierownik Katedry Żeglarstwa i Turystyki Wodnej Akademii Wychowania Fizycznego i Sportu w Gdańsku. Jest odznaczony Krzyżem Kawalerskim Orderu Odrodzenia Polski.

## Młodość i wykształcenie
Urodził się jako syn Hieronima. Według urzędowych statystyk jest pierwszym po wojnie urodzonym w Gdyni obywatelem. Ukończył III Liceum Ogólnokształcące im. Marynarki Wojennej PRL w Gdyni. W latach 1963–1967 odbył studia w Wydziale Pokładowym Wyższej Szkoły Marynarki Wojennej im. Bohaterów Westerplatte.

## Służba w Marynarce Wojennej
Na pierwsze stanowisko służbowe – zastępcy dowódcy kutra torpedowego proj. 183, KT-90 – skierowano go do 1 dywizjonu kutrów torpedowych 3 Brygady Kutrów Torpedowych w Gdyni. W 1969 objął dowództwo bliźniaczego KT-88, a w następnym roku w drodze wyróżnienia został skierowany na studia do Akademii Marynarki Wojennej ZSRR im. Marszałka Klimenta Woroszyłowa w Leningradzie. Po powrocie do Polski w 1974 przez wiele lat był pracownikiem naukowo-dydaktycznym Wyższej Szkoły Marynarki Wojennej, kolejno jako starszy asystent, wykładowca (od 1980) i adiunkt (od 1983). W 1989 został zastępcą komendanta – prodziekanem Wydziału Nawigacji i Uzbrojenia Okrętowego. Od 1994 do 2003, przez dwie kadencje, zajmował stanowisko komendanta-rektora Akademii Marynarki Wojennej.

## Awanse naukowe
W 1982 uzyskał stopień naukowy doktora, a w 1993 doktora habilitowanego. Rozprawa habilitacyjna dotyczyła rozwoju broni torpedowej w latach 1966–1990, a przewód prowadził w Wojskowym Instytucie Historycznym w Warszawie. W 1994 otrzymał tytuł naukowy profesora. Był promotorem przewodów doktorskich z historii kmdr. por. Adama Kuli w Akademii Wychowania Fizycznego i Sportu w Gdańsku (1998) oraz kmdr. por. Dariusza Grabca na Uniwersytecie Gdańskim (2003). Jest autorem książek, podręczników i skryptów traktujących o uzbrojeniu torpedowym, bezpieczeństwie żeglugi, historii nawigacji i żeglarstwie, a także artykułów o podobnej tematyce, opublikowanych głównie w "Przeglądzie Morskim". Zrealizował ok. dziesięciu projektów naukowo-badawczych.

## Żeglarstwo
Jest jachtowym kapitanem żeglugi wielkiej, kapitanem motorowodnym oraz instruktorem żeglarstwa PZŻ. Przebył łącznie ponad 10 000 Mm, m.in. na takich jednostkach jak SY Bosman II i SY Komandor II. Był wiceprezesem Polskiego Związku Żeglarskiego ds. morskich, wiceprezesem Gdańskiego Okręgowego Związku Żeglarskiego i wicekomandorem Jacht Klubu Marynarki Wojennej "Kotwica" ds. szkolenia, którego w 1996 został honorowym członkiem. Zasiada w prezydium Centralnej Komisji Egzaminacyjnej Polskiego Związku Żeglarskiego i pełni funkcję przewodniczącego jej Zespołu Pomorskiego. Jest członkiem Kapituły Nagrody "Rejs Roku". Po zakończeniu służby wojskowej objął funkcję kierownika Katedry Żeglarstwa i Turystyki Wodnej na Wydziale Turystyki i Rekreacji Akademii Wychowania Fizycznego i Sportu im. Jędrzeja Śniadeckiego w Gdańsku. Jest również zatrudniony na stanowisku profesora zwyczajnego w Instytucie Nauk Społecznych Akademii Marynarki Wojennej.

## Awanse oficerskie
- podporucznik marynarki – 1967
- porucznik marynarki – 1970
- kapitan marynarki – 1974
- komandor podporucznik – 1979
- komandor porucznik – 1983
- komandor – 1989
- kontradmirał – 1996

## Odznaczenia
- Krzyż Kawalerski Orderu Odrodzenia Polski
- Złoty Krzyż Zasługi
- Złoty Medal "Siły Zbrojne w Służbie Ojczyzny"
- Srebrny Medal Siły Zbrojne w Służbie Ojczyzny
- Złoty Medal "Za Zasługi dla Obronności Kraju"
- Medal Za Szczególne Zasługi dla Żeglarstwa Polskiego

## Publikacje
- Torpedy, (współautor: kmdr dr hab. inż. Jerzy Kuliś), Wydawnictwo Ministerstwa Obrony Narodowej, Warszawa 1977.
- Bomba głębinowa wz. B-1, Wydawnictwo Ministerstwa Obrony Narodowej, Warszawa 1978.
- Torpeda francuska kal. 550 mm wz. 1924 V, Wydawnictwo Ministerstwa Obrony Narodowej, Warszawa 1985 ISBN 83-11-07107-1.
- Vademecum żeglarskie (współautorstwo), Wyższa Szkoła Marynarki Wojennej, Gdynia 1985.
- Jacht Klub Marynarki Wojennej 1958–1988, Wyższa Szkoła Marynarki Wojennej, Gdynia 1988.
- Urządzenia nawigacyjne jachtów morskich, Wyższa Szkoła Marynarki Wojennej, Gdynia 1989.
- Ratownictwo. Poradnik dla żeglarzy (współautor: kmdr dr inż. Maciej Drogosiewicz), Akademia Marynarki Wojennej, Gdynia 1990.
- Broń torpedowa, Dom Wydawniczy Bellona, Warszawa 1995 ISBN 83-11-08375-4.
- Absolwenci uczelni Polskiej Marynarki Wojennej (1922–1995), (współautorzy: kmdr prof. dr hab. Jerzy Przybylski, kmdr dr hab. Dariusz Nawrot) Wydawnictwo Akademii Marynarki Wojennej, Gdynia 1997 ISBN 83-87280-00-3.
- Historia techniki nawigacyjnej, Akademia Marynarki Wojennej, Gdynia 1997 ISBN 83-87280-24-0.
- Okręty szkolne Polskiej Marynarki Wojennej 1920–1997, Akademia Marynarki Wojennej, Gdynia 1998 ISBN 83-87280-19-4.
- Obiekty podwodne i militaria Zatoki Gdańskiej (współautorstwo), Impuls Plus Consulting, Gdynia 2001 ISBN 83-912011-3-9.
- Rozwój techniki nurkowej, Wydawnictwo Adam Marszałek, Toruń 2004 ISBN 83-7441-105-8.